# Eulophia siamensis
Eulophia siamensis är en orkidéart som beskrevs av Robert Allen Rolfe och Dorothy Downie. Eulophia siamensis ingår i släktet Eulophia och familjen orkidéer. Inga underarter finns listade i Catalogue of Life.